# ديفيد كاتلر (لاعب بولينغ)
ديفيد كاتلر (بالإنجليزية: David Cutler) هو لاعب بولينغ بريطاني، ولد في 1 أغسطس 1954.